# SM UB-31
SM UB-31 – niemiecki jednokadłubowy okręt podwodny typu UB II w stoczni Blohm & Voss w Hamburgu w roku 1915. Zwodowany 16 listopada 1915 roku, wszedł do służby w Kaiserliche Marine 24 marca 1916 roku. W czasie swojej służby, SM UB-31 odbył 25 patroli, podczas których zatopił 26 jednostek nieprzyjaciela.

## Budowa
SM UB-31 należał do typu UBII, który był następcą typu UB I. Był średnim jednokadłubowym okrętem przeznaczonymi do działań przybrzeżnych, o prostej konstrukcji, długości 36,90 metrów, wyporności w zanurzeniu 274 BRT, zasięgu 7030 Mm przy prędkości 5 węzłów na powierzchni oraz 45 Mm przy prędkości 4 węzły w zanurzeniu. W typie UBII poprawiono i zmodernizowano wiele rozwiązań, uważanych za wadliwe w typie UBI. Zwiększono moc silników, zaś pojedynczy wał napędowy zastąpiono dwoma. Okręty serii od UB-30 do UB-41, budowane w stoczni Blohm & Voss w Hamburgu, miały zwiększoną szerokość i długość, ich wyporność w zanurzeniu wzrosła do 303 BRT.

## Służba
Dowódcą okrętu został 18 marca 1916 roku mianowany Oberleutnant zur See Karl Vesper. Vesper dowodził okrętem do 11 sierpnia 1916 roku. 16 maja jednostka został przydzielona do Flotylli Bałtyckiej.
12 sierpnia 1916 roku drugim dowódcą UB-31 został mianowany Oberleutnant zur See Thomas Bieber. W czasie służby we Flotylli Bałtyckiej okręt nie odniósł żadnych sukcesów. 24 lutego 1917 roku okręt przydzielony do Flotylli Flandria. Operował w obszarze kanału Morza Północnego, La Manche, północnych wybrzeży Francji oraz Morza Celtyckiego.
Pierwszym zatopionym przez UB-31 statkiem był należący do Cork Steamship Co., Ltd., Cork, zbudowany w 1906 roku brytyjski parowiec „Kittiwake” o pojemności 1866 BRT. Statek płynął z ładunkiem drobnicowym z Liverpoolu do Rotterdamu. Został storpedowany i zatonął około 25 mil od wejścia do portu, w wyniku ataku zginęło 7 członków załogi. 28 kwietnia UB-31 zatopił brytyjski parowiec pasażerski RMS Medina o pojemności 12 350 BRT. Zbudowany w 1911 roku przez Caird & Company z Greenock, dla Peninsular and Oriental Steam Navigation Company, był przeznaczony do rejsów pasażerskich oraz przewozu poczty z Londynu do Australii dla Royal Mail. Statek, który powracał z Sydney przez Plymouth do Londynu został storpedowany i zatonął 3 mile od przylądka Start Point, South Hams. W wyniku ataku zginęło 6 osób. 21 maja w czasie kolejnego patrolu 12 mil na południowy zachód od Lizard UB-31 storpedował i zatopił brytyjski parowiec „City Of Corinth” o pojemności 6544 BRT. Zbudowany w 1913 roku statek płynął z Singapuru do Londynu z ładunkiem drobnicowy. W okresie od czerwca do września 1917 roku UB-31 zatopił 11 statków oraz trzy uszkodził. 
W drugiej połowie października w czasie patrolu u południowych wybrzeży Devonu UB-31 zatopił dwa duże statki brytyjski oraz jeden uszkodził. 19 października 4 mile na północny wschód os Start Point płynący z Hawru do Barry pod balastem, zbudowany w Glasgow w 1914 roku, parowiec „Waikawa” o pojemności 5666 BRT. Następnego dnia 1,5 mili na wschód od Start Point w wyniku ataku torpedowego zatopiony został parowiec „Colorado” o pojemności 7165 BRT. Statek płynął z Hull do Aleksandrii z ładunkiem węgla i koksu. W wyniku ataku śmierć poniosło 4 marynarzy. 23 października około 4 mil od Dartmouth UB-31 uszkodził zbudowany dwa lata wcześniej parowiec „Lepanto” o pojemności 6389 BRT.
20 grudnia 1917 roku w ciągu kolejnego patrolu w okolicach Dartmouth UB-31 zatopił trzy brytyjskie statki handlowe. Pierwszym był „Alice Marie” o pojemności 2210 BRT, drugim „Eveline” o pojemności 2605 BRT, a trzecim „Warsaw” o pojemności 608 BRT. Ten niewielki zbudowany w 1864 roku statek pasażersko handlowy należał do Leith, Hull & Hamburg Steam Packet Co, płyną z Brixham do Liverpoolu. W wyniku ataku zginęło 17 ludzi.
1 lutego 1918 roku ostatnim dowódcą okrętu został mianowany wcześniej dowodzący SM UB-12 Oberleutnant zur See d.R. Wilhelm Braun. Pod jego dowództwem UB-31 zatopił dwa niewielkie statki oraz jeden uszkodził.
2 maja 1918 roku, w pobliżu Folkestone, UB-31 zatonął na minie morskiej lub został zatopiony przez trawlery. Nikt z załogi nie przeżył.
W czasie swojej służby UB-31 odbył 25 patroli, zatopił 26 statków nieprzyjaciela o łącznej pojemności 72 675 BRT, uszkodził 7 statków o łącznej pojemności 34 284 BRT